# Петинг

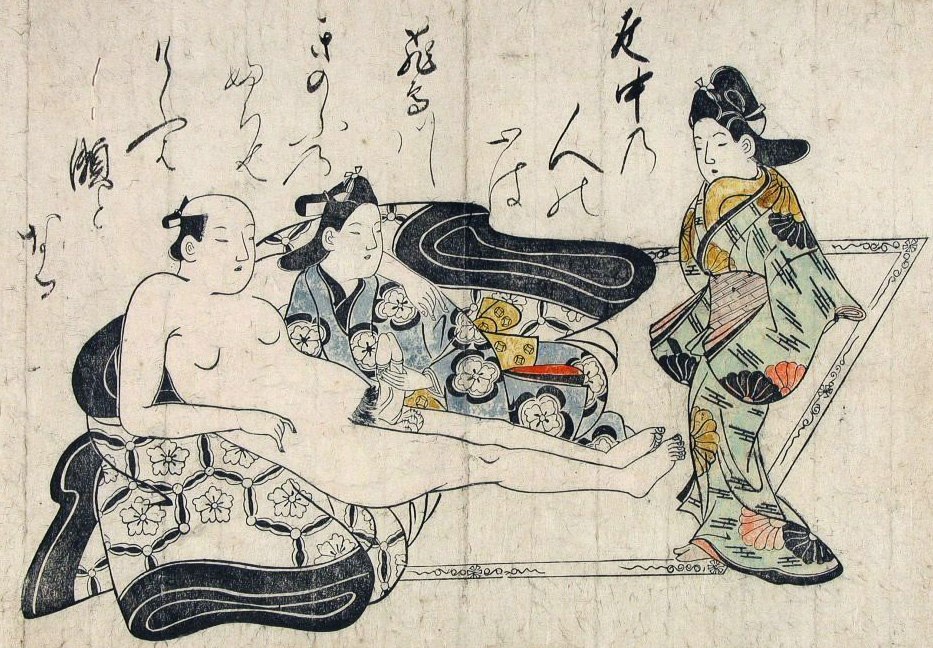
Петинг на сюнґа японського художника Хішікава Моронобу

Пе́тинг (від англ. petting — «ласкання тварин»; також секеляння) — любовні пестощі, що викликають збудження ерогенних зон за умови двостороннього контакту, що виключає безпосереднє зіткнення геніталій.

## Опис
Розрізняють поверхневий і глибокий петинг. Під поверхневим петингом розуміється безпосереднє подразнення ерогенних зон, зазвичай голих у повсякденному житті (торкання до інших зон, зокрема генітальних, здійснюється тільки крізь одяг). Найчастіший випадок поверхневого петингу — свідоме форсування поцілунків і тісних обіймів до отримання оргастичної розрядки в одного або обох партнерів. Глибокий петинг припускає пряме ручне збудження ерогенних зон, іноді прикритих одягом. Елементи петингу присутні у прелюдії до статевого акту. До окремих випадків глибокого петингу можна віднести орогенітальні ласки — кунілінгус і мінет.

### Некінг
Верхній петинг (некінг, від англ. neck — «шия») обмежується ласками обличчя, шиї, голови, грудей, сосків. При нижньому петингу виявляється дія на зони, безпосередньо прилеглі до статевих органів (сідниці, зона між ногами, внутрішня частина поверхні стегон), і на самі статеві органи. За деяких обставин (тривала розлука, висока особова оцінка партнера, висока чутливість ерогенних зон, уміння пестити та збуджувати партнера тощо) вже навіть при некінгу можливе досягнення оргазму.

## Розповсюдження

### Світ
Спочатку петинг був особливо поширений у тих країнах, де через моральні вимоги та звичаї високо цінувалась анатомічна цнота жінки; і навпаки, там, де суспільство терпиміше ставилося до дошлюбного статевого життя, петинг був поширений меншою мірою. Крім збереження невинності жінки до вступу в шлюб, петинг застосовується також з метою оберігання від вагітності, профілактики венеричних захворювань, для збагачення та урізноманітнення статевого життя, для відновлення статевої активності при її порушенні (рекреаційна функція).

### Україна

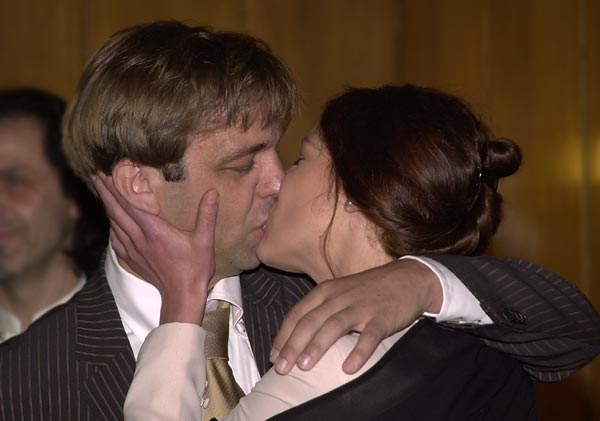
Поцілунок

У деяких місцевостях України взаємні пестощі були відомі як «секеляння» — від слова «сикель» («клітор»). Український етнограф Грушевський Марко Федорович писав про це явище у своєму дослідженні «Жінка і її статеве життє…»: «Секеляння або тьорка (занесений термін) стрічається і між парубоцтвом і дівоцтвом. Одначе про те не зібрано багато матеріалу, бо збирати його трудно. Коли оповідач хотів розказати якусь „казку“ про те, як секеляють ся великі, дівки з дівками або чоловіки з чоловіками, то не дали йому, бо казка занадто стидка».